# City of Sheffield
City of Sheffield är ett storstadsdistrikt (kommun) i South Yorkshire i England,  Storbritannien. Distriktet har 566 242 invånare (2022). Det är en del av det historiska grevskapet  Yorkshire (West Riding). Det fick status som city år 1893. 
Förutom storstaden Sheffield så ingår orterna Chapeltown och Stocksbridge i distriktet.

## Civil parishes
Större delen av distriktet är inte indelat i civil parishes. Det finns dock tre civil parishes:  Bradfield, Ecclesfield och Stocksbridge.

## Demografi
Vid folkräkningen 2001 i Storbritannien, utgjordes befolkningen av 91,2 % vita, 4,6 % asiater, 1,8 % svarta och 1,6 % övriga etniciteter. Sheffield har en hög andel invånare från Polen, Somalia, Slovakien, Jemen och Albanien. 68,6 % av befolkningen är kristna och 4,6 % är muslimer. Andra religioner representerade mindre än 1 % var. Antalet personer utan någon religiös tillhörighet är över det nationella snittet på 17,9 %, där 7,8 % inte berättade sin religion. Den största gruppen invånare är mellan 20 och 24 år (9,4 %), främst på grund av den stora universitetsbefolkningen (över 45 000).
| Sheffield jämfört     | Sheffield jämfört | Sheffield jämfört | Sheffield jämfört |
| Folkräkning 2001      | Sheffield         | South Yorkshire   | England           |
| --------------------- | ----------------- | ----------------- | ----------------- |
| Totalt antal invånare | 513 234           | 1 266 338         | 49 138 831        |
| Utlandsfödda          | 6,4 %             | 8,9 %             | 9,2 %             |
| Vita                  | 91 %              | 95 %              | 91 %              |
| Asiater               | 4,6 %             | 2,6 %             | 4,6 %             |
| Svarta                | 1,8 %             | 0,9 %             | 2,3 %             |
| Kristna               | 69 %              | 75 %              | 72 %              |
| Muslimer              | 4,6 %             | 2,5 %             | 3,1 %             |
| Hinduister            | 0,3 %             | 0,2 %             | 1,1 %             |
| Ingen religion        | 18 %              | 14 %              | 15 %              |
| Över 75 år            | 8,0 %             | 7,6 %             | 7,5 %             |
| Arbetslösa            | 4,2 %             | 4,1 %             | 3,3 %             |